# Desastre aéreo de Barra do Garças
El desastre aéreo de Barra do Garças fue un ataque suicida en la forma de un choque deliberado de una aeronave que se dio en la localidad de Barra do Garças, Mato Grosso, Brasil el 1 de junio de 1980 cuando el piloto Mauro Milhomem intento estrellar su aeronave modelo Embraer EMB-721 Sertanejo en el Hotel Presidente, propiedad de su suegra, en venganza porque su esposa Angela con quien había tenido una discusión en la cual determino que ella le había sido infiel con otro hombre; el accidente causó la muerte de siete personas (incluyendo al piloto) y cuatro heridos.  Es considerado el primer caso de suicidio por piloto en Brasil.

## Antecedentes
Antes del accidente, Milhomem se había enterado de que su esposa Angela le había sido infiel y tuvo una fuerte discusión con ella, tras lo cual Milhomem amenazó con estrellar una aeronave contra el hotel perteneciente a la madre de Angela en la avenida Minostro João Alberto de la localidad de Cuiabá.
Milhomem era un piloto para la pequeña aerolínea Táxi Aereo Garapu, especializada en vuelos de taxi aéreos.

## Accidente
El domingo 1 de junio de 1980, Milhomem abordó una aeronave ligera de un solo motor modelo EMB-721 Sertanejo fabricada por Embraer y portando el prefijo PT-EGI, con cuatro pasajeros a bordo además de Milhomem quien era el piloto; la aeronave partió del aeropuerto de Aragarças, Goiás con destino a la población de Cuiabá en Mato Grosso.
Al llegar a la ciudad de Barra do Garças, Milhomem trato de estrellar su aeronave contra el Hotel Presidente que era propiedad de su suegra y donde su esposa estaba residiendo en el momento; sin embargo, Milhomem falló y perdió control de la aeronave, la cual golpeo un árbol, varios postes de utilidades públicas y terminó estrellándose en un edificio de dos pisos de una firma de contabilidad.
Milhomem y tres personas murieron inmediatamente, otro herido murió mientras era transportado a un hospital a Goiânia y dos heridos más murieron en el transcurso de los dos días siguientes; adicionalmente, cuatro personas más resultaron heridas, dos de gravedad, y fueron tratadas en un hospital local de Barra de Garças.

## Resultados
El oficial de la empresa pública de gestión aérea Infraero a cargo de la investigación, Aldirio Oliveira Vieira, indicó que Milhomem voló la aeronave a baja altitud y en el momento del accidente golpéo uno de los postes de alumbrado público con el ala de aeronave y perforo su tanque de gasolina (la cual se derramaría y causaría un incendio en el edificio contra el cual la aeronave terminó reposando), después golpéo un segundo poste y por último se estrelló con el edificio de dos pisos que albergaba una firma de contabilidad.
La esposa de Mauro, Angela Milhomem, se suicidaría en Cuiabá cinco días después del atentado tras sufrir acoso y rechazo por parte de vecinos y amigos que la culparon por el accidente.